# آرامگاه امامزاده احمد جوانمرد دیسفان
بقعه امامزاده احمد جوانمرد دیسفان مربوط به دوره صفوی است و در شهرستان گناباد، بخش کاخک، روستای دیسفان واقع شده و این اثر در تاریخ ۱۰ دی ۱۳۸۱ با شمارهٔ ثبت ۶۶۵۵ به‌عنوان یکی از آثار ملی ایران به ثبت رسیده است.
این آرامگاه به عنوان یکی از مهم ترین جاذبه های توریستی،و یکی از مهم ترین بناهای تاریخی روستای دیسفان میباشد.